# Glicerio
Flavio Glicerio Augusto (en latín, Flavius Glycerius Augustus; ca. 420-ca. 480) fue uno de los últimos emperadores romanos de Occidente. De origen militar, reinó entre 473 y 474, después sirvió como obispo en la primitiva Iglesia católica.

## Biografía

### Orígenes y ascenso al trono
Nació en Dalmacia, alrededor del año 420. Sirvió como comes domesticorum (comandante de la guardia de palacio) durante el reinado de Anicio Olibrio, hasta la muerte de este en noviembre del 472. Tras un interregno de cuatro meses, Glicerio fue proclamado emperador de Occidente el 5 de marzo del 473 por el magister militum y príncipe burgundio Gundebaldo. Se conocen muy pocos eventos de su corto reinado, aparte de un intento de invasión a Italia por parte de los visigodos, que fue repelido, regresando estos a la Galia. Glicerio también evitó con regalos una invasión ostrogoda.

### Descripción por parte de las fuentes de su época
Dichas acciones en defensa de Roma pueden haber sido el motivo por el cual Glicerio es descrito favorablemente tanto en las fuentes romanas como en las bizantinas. Teófanes le describe solamente como "un hombre no despreciable", pero Enodio, obispo de Pavía, lo describe más a fondo en su Vita St. Epiphanius:

Tras Olibrio, Glicerio ascendió al poder. En relación a este hago un sumario, en mi deseo de ser breve, de las numerosas acciones que hizo por el bien de muchas personas. Pues, cuando el bendito obispo Epifanio de Pavía intercedió, él perdonó la injuria hacia su madre perpetrada por algunos hombres bajo su autoridad.

### Reinado
Se cree que Glicerio primeramente reinó desde el norte de Italia, pues todas sus monedas encontradas, excepto una, fueron acuñadas en Rávena o Milán. La única ley dictada por Glicerio que ha sobrevivido está fechada el 11 de marzo del 473, sobre la simonía. Estaba dirigida a Himilco, el Prefecto del Pretorio de Italia, y posteriormente a los prefectos de Iliria, Oriente y la Galia. No sólo fueron adoptadas por los Prefectos de Italia y la Galia, quienes se encontraban bajo la jurisdicción del Imperio de Occidente, sino también por los Prefectos de Iliria y Oriente, a pesar de que no se encontraban bajo la autoridad de Glicerio. Puede que Glicerio buscara reconciliarse con el Imperio de Oriente, teniendo en cuenta que decidió no nombrar un nuevo cónsul para el año 474, aceptando en su lugar al cónsul de Oriente.

### Final
Glicerio fue rechazado por la corte de Constantinopla del emperador León I, quien por el contrario nombró emperador de Occidente a su pariente, Julio Nepote, y lo envió a la cabeza de una flota y un ejército a invadir el Imperio de Occidente. Glicerio se había quedado sin aliados, pues Gundebaldo lo abandonó para ir a gobernar a los burgundios, y se vio obligado a abdicar en Rávena, en junio del 474. Fue nombrado obispo de Salona, permaneciendo en el cargo hasta su muerte. Murió posiblemente en el 480 o poco después. Pudo haber tenido participación en el asesinato de su viejo enemigo Julio Nepote, en el 480. Algunos historiadores sugieren que fue nombrado arzobispo de Milán por Odoacro, pero puede haber sido sólo un rumor.